# اردشیر چهارم، شاه پارس
اردشیر چهارم در سده دوم میلادی شاه پارس، یک دولت خراجگزار شاهنشاهی اشکانی، بود. او پسر و جانشین منوچهر سوم بود.